# 전주금평초등학교
전주금평초등학교는 대한민국 전북특별자치도 전주시 덕진구에 있는 초등학교다.

## 학교 연혁
- 1982.09.01 전주금평국민학교 개교
- 1990.10.26 교육부지정 국어과연구보고공개회
- 1996.03.01 국민학교를 초등학교로 변경
- 2006.11.14 다목적 강당(명주관) 준공
- 2010.03.01 전라북도교육청 개정교육과정 연구학교 지정
- 2011.03.01 창의경영학교(자율형) 운영
- 2012.03.01 교육실습협력학교 운영
- 2014.02.13 제31회 졸업식(61명, 6,260명)
- 2014.03.01 12학급 및 병설유치원 2학급 편성
- 2014.09.01 제12대 서명기교장선생님 부임
- 2015.02.10 제32회 졸업식(51명, 6,311명)
- 2015.03.01 12학급 및 병설유치원 2학급 편성
- 2017.02.10 제 34회 졸업식(37명)회